# Petr Kocna
MUDr. Petr Kocna, CSc. (* 19. března 1955 Praha) je český lékař, biochemik a vysokoškolský pedagog - učitel na 1. lékařské fakultě Univerzity Karlovy v Praze. Jako český evangelík je členem Českobratrské církve evangelické a byl kurátorem farního sboru ČCE ve Strašnicích. Otec, lékař, MUDr.Adolf Kocna byl kurátorem farního sboru ČCE u Salvátora a seniorátním kurátorem pražského seniorátu (1984–1990), dědeček, právník, JUDr. Gustav Hrejsa byl synodním kurátorem Českobratrské církve evangelické (1953–1959).

## Profesní životopis
Promoval na Fakultě všeobecného lékařství UK v Praze v roce 1981. V roce 1989 získal titul kandidáta věd v oboru lékařská biochemie za disertační práci na téma Izolace a charakterizace alfa-gliadinu a jeho štěpných produktů. Věnuje se problematice laboratorních metod v gastroenterologii, lékařské informatice, eLearningu a novým formám vzdělávání.
Screening a diagnostiku celiakie a kolorektálního karcinomu řeší jako celospolečenský problém, v letech 2004–2005 byl členem Expertní komise pro celiakální sprue MZ ČR a od roku 2010 je členem Komise pro screening kolorekálního karcinomu MZ ČR.

## Členství a funkce
- Člen České lékařské společnosti Jana Evangelisty Purkyně
- Člen České chemické společnosti
- Člen Čs. společnosti biochemické
- Člen Čs. společnosti pro zdravotnickou informatiku
- Člen Čs. společnosti zdravotnické informatiky a vědeckotechnických informací, 1997–2002 člen výboru společnosti
- Člen pracovní skupiny SIGN – Stable Isotopes in Gastroenterology and Nutrition
- 2004–2007 členem pracovní skupiny IFCC – Working Group on Distance Education (WG-DE).
- 2008–2010 předsedou výboru IFCC C-ECD (Committee on Education and Curriculum Development)
- 2009–2010 členem pracovní skupiny IFCC – CPD Internet & Distance Learning (WG-IDL),
- 2012–2017 členem IFCC komise pro Internet a e-Learning (C-IeL)[2]
- od 2017 členem pracovní skupiny IFCC - Working Group Fecal Immunochemical Testing (WG-FIT)

Za odbornou, publikační činnost získal v roce 1979 cenu Českého literárního fondu, v roce 1981 cenu Biochemické společnosti ČSAV, v roce 1990 cenu Společnosti klinické biochemie a v roce 1997 výroční cenu Společnosti klinické biochemie za publikaci uveřejněnou v European J. Clinical Chemistry a Clinical Biochemistry 1996, 34, 619–623, v roce 2003 dostal od České společnosti klinické biochemie uznání za práci uveřejněnou v Clinical Chemistry and Laboratory Medicine 2002, 40, 485–492. V letech 2004 a 2012 mu byla Českou společností klinické biochemie udělena cena Za výuku a vzdělávání v oboru biochemie a laboratorní medicíny. Čestné členství České společností klinické biochemie bylo uděleno v roce 2015, v roce 2017 čestné členství ve Společnosti pro gastrointestinální onkologii ČLS JEP.

## Osobní zájmy
Mezi jeho hobby patří fotografie - nyní digitální, které se věnuje přes 50 let, botanika a herbáře - dříve klasické, nyní digitální, počítačová grafika a aplikace multimediálních prvků ve výuce, eLearning. Zájem má o starou českou duchovní hudbu a přes 30 let se spolupracuje s amatérským pěveckým sborem Jeronym.